# ایساسیو کایخا
ایساسیو کایخا (انگلیسی: Isacio Calleja؛ زادهٔ ۶ دسامبر ۱۹۳۶ - 4 فوریه ۲۰۱۹) یک بازیکن فوتبال اهل اسپانیا است.
از باشگاه‌هایی که در آن بازی کرده‌است می‌توان به اتلتیکو مادرید اشاره کرد.
وی همچنین در تیم ملی فوتبال اسپانیا بازی کرده‌است.